# Петрос Малеврис
Петрос Малеврис (на гръцки: Πέτρος Μαλεύρης), известен като капитан Лингос (Λίγγος), е гръцки офицер и революционер, деец на Гръцката въоръжена пропаганда в Македония от началото на XX век.

## Биография
Филипос Китринярис е роден през 1878 година в Кулуми, Гърция. Служи в гръцката армия с чин сержант от медицинските части до 1904 година, след което заедно с Филипос Китринярис се свързва с Димитрис Калапотакис и се присъединява към Елиномакедонския комитет. Присъединява се към четата на Стефанос Дукас (капитан Мальос), която действа в областта на Костенарията и Корча. На 13 юни 1905 година напада село Осничани, на 24 август се сражава с четата на Митре Влаха и Киряк Шкуртов.
Участва в Балканските войни. Убит е в битката при Сарандапоро.